# هویج (سرده)
سرده هویج (نام علمی: Daucus) نام یک سرده از تیره چتریان است. از گونه‌های اصلی آن هویج کشاورزی و هویج وحشی است.